# سیاهرگ نافی
سیاهرگ نافی یا ورید نافی (انگلیسی: Umbilical vein) سیاهرگی است که در بند ناف قرار دارد و خون را از جفت به جنین حمل می‌کند.
بند ناف حاوی دو سرخرگ (سرخرگ‌های نافی) و یک سیاهرگ (سیاهرگ نافی) است که درون یک ماده ژلاتینی به نام «ژله وارتون» قرار گرفته‌اند. سیاهرگ نافی خون اکسیژندار و غنی از مواد مغذی را از جفت به جنین می‌رساند. برعکس، سرخرگ‌های نافی خون خالی از اکسیژن و مواد مغذی را از جنین بازمی‌گردانند.
درون بدن کودک نیز سیاهرگ نافی و مجرای سیاهرگی (Ductus venosus، مجرایی که سیاهرگ نافی را به بزرگ‌سیاهرگ پایینی جنین وصل می‌کند) بسته می‌شوند و به صورت باقیمانده‌های فیبری تحلیل می‌روند که به آنها به ترتیب رباط گرد کبدی و رباط ونوزوم می‌گویند. بخشی از هر سرخرگ نافی بسته می‌شود (و به صورت رباط‌های نافی داخلی در می‌آید) و بخش‌های دیگری از آن به بخشی از دستگاه گردش خون بدل می‌شود.

## نگارخانه

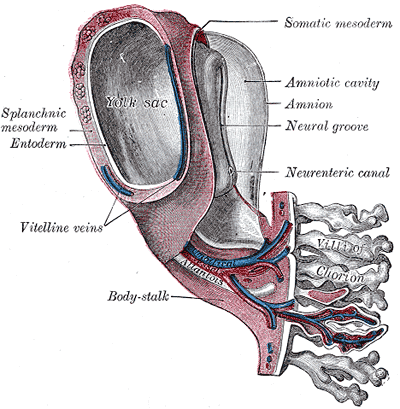
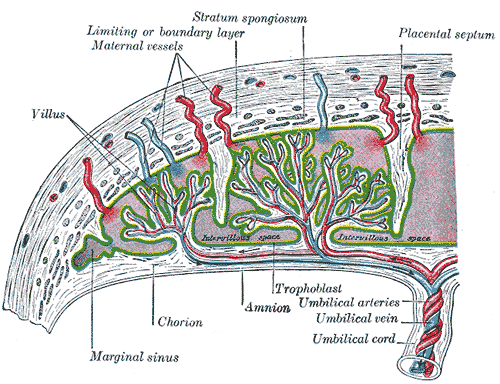
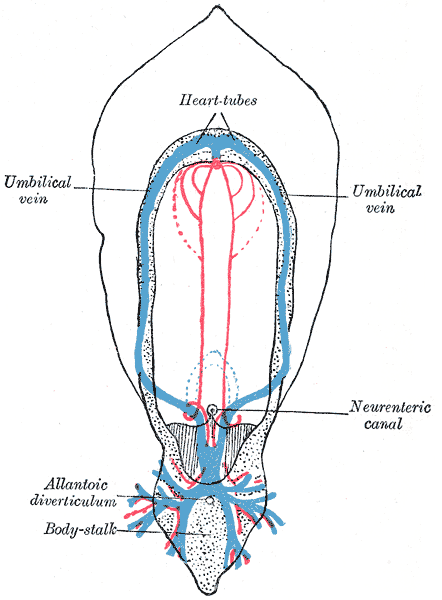
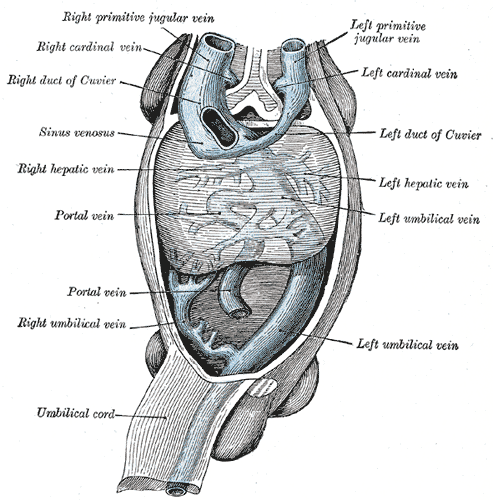
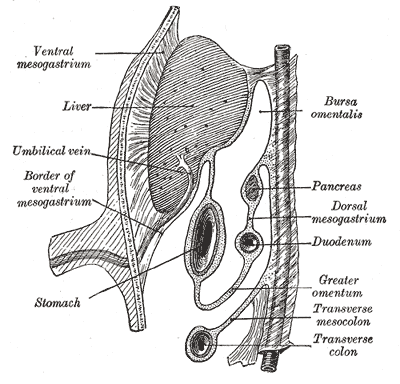
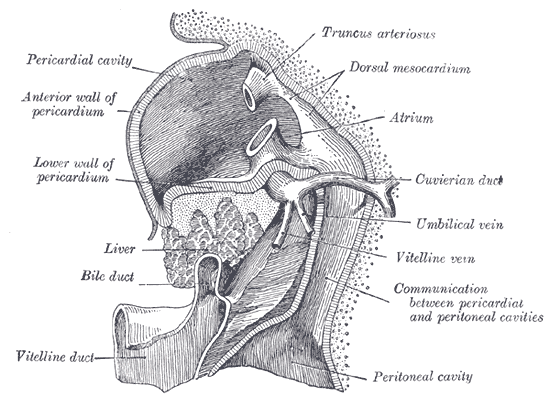
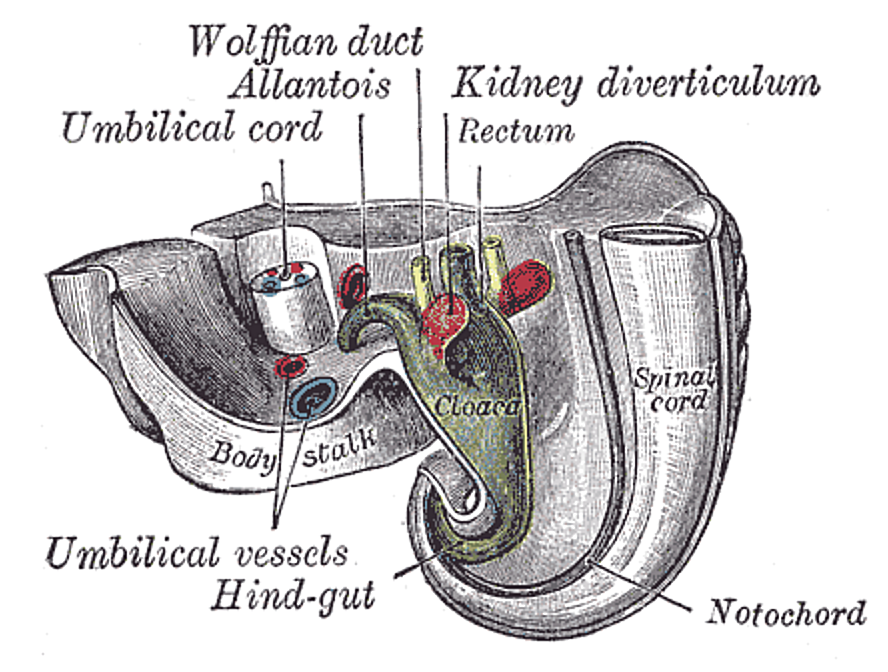
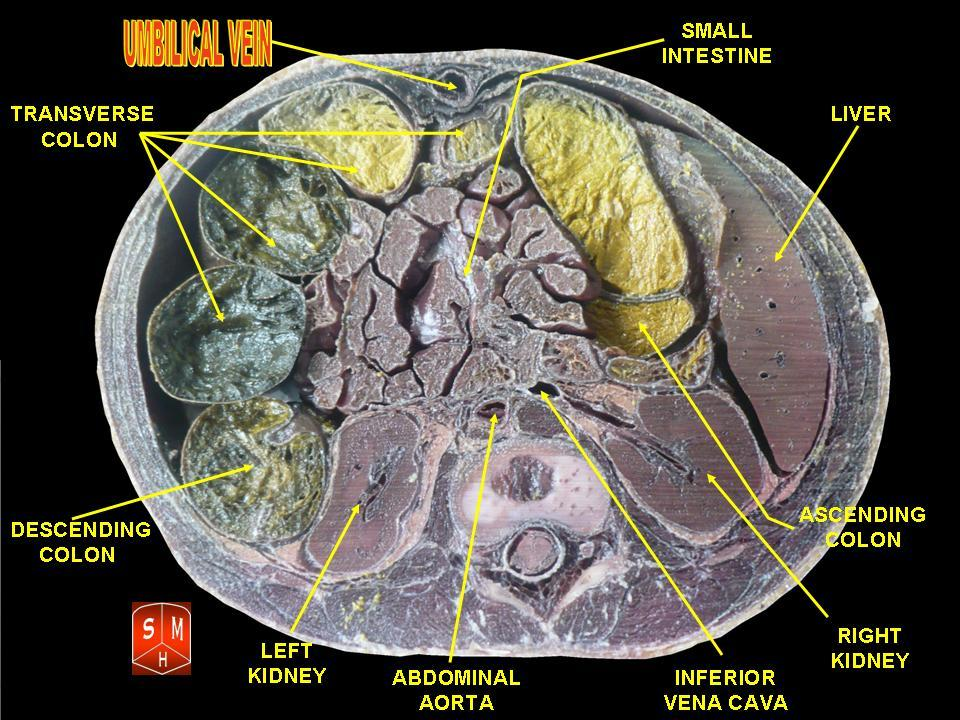
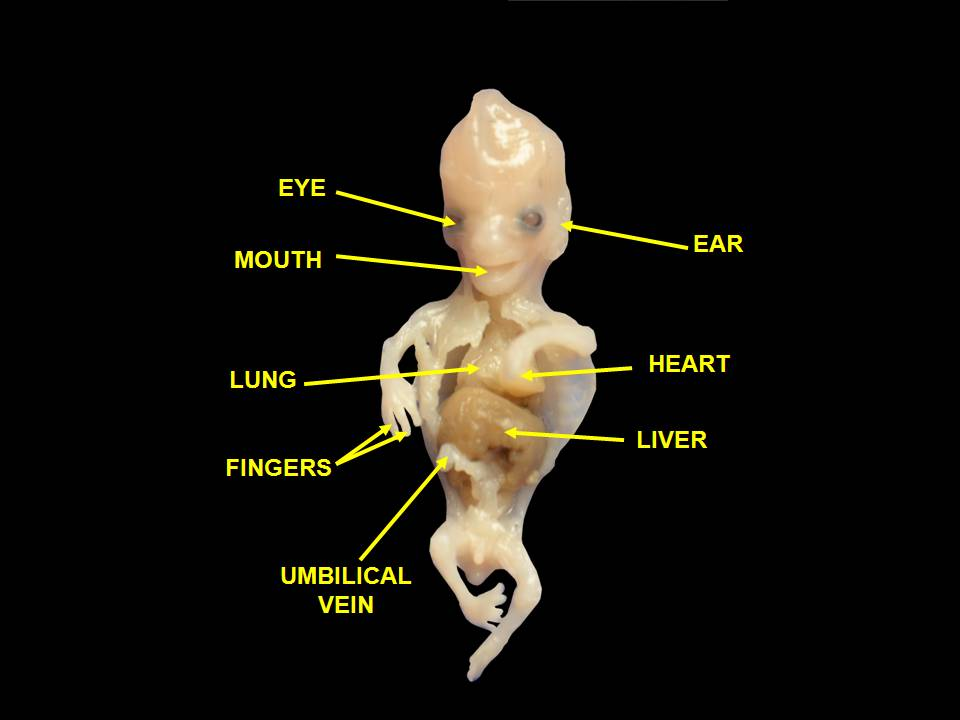